# Цзяохе
Цзяохе (кит. спр. 蛟河市, піньїнь: Jiāohé Shì) — місто-повіт в східнокитайській провінції Цзілінь, складова міста Цзілінь.

## Географія
Цзяохе лежить на річці Сунгарі.

### Клімат
Місто знаходиться у зоні, котра характеризується вологим континентальним кліматом з теплим літом. Найтепліший місяць — липень із середньою температурою 22.2 °C (72 °F). Найхолодніший місяць — січень, із середньою температурою -20 °С (-4 °F).
| Клімат Цзяохе           | Клімат Цзяохе | Клімат Цзяохе | Клімат Цзяохе | Клімат Цзяохе | Клімат Цзяохе | Клімат Цзяохе | Клімат Цзяохе | Клімат Цзяохе | Клімат Цзяохе | Клімат Цзяохе | Клімат Цзяохе | Клімат Цзяохе | Клімат Цзяохе |
| Показник                | Січ.          | Лют.          | Бер.          | Квіт.         | Трав.         | Черв.         | Лип.          | Серп.         | Вер.          | Жовт.         | Лист.         | Груд.         | Рік           |
| Абсолютний максимум, °C | 2             | 7             | 16            | 27            | 32            | 31            | 33            | 32            | 30            | 23            | 15            | 8             | 33            |
| Середній максимум, °C   | −12           | −5            | 1             | 12            | 19            | 24            | 27            | 26            | 21            | 13            | 1             | −7            | 10            |
| Середня температура, °C | −20           | −13           | −5            | 6             | 12            | 18            | 22            | 21            | 14            | 6             | −5            | −14           | 5             |
| Середній мінімум, °C    | −28           | −22           | −11           | 0             | 6             | 12            | 17            | 16            | 8             | 0             | −11           | −21           | −2            |
| Абсолютний мінімум, °C  | −40           | −40           | −32           | −11           | −2            | 6             | 11            | 7             | −2            | −11           | −27           | −37           | −40           |
| Норма опадів, мм        | 10            | 10            | 20            | 40            | 80            | 110           | 190           | 120           | 50            | 50            | 10            | 10            | 750           |
| Днів з дощем            | 3             | 3             | 4             | 6             | 10            | 9             | 13            | 10            | 7             | 7             | 2             | 3             | 83            |
| Вологість повітря, %    | 71            | 70            | 65            | 59            | 61            | 74            | 79            | 82            | 79            | 72            | 68            | 73            | 71            |
| ----------------------- | ------------- | ------------- | ------------- | ------------- | ------------- | ------------- | ------------- | ------------- | ------------- | ------------- | ------------- | ------------- | ------------- |
| Джерело: Weatherbase    |               |               |               |               |               |               |               |               |               |               |               |               |               |